# Савченко Федір Якович
Фе́дір Я́кович Са́вченко (2 лютого 1892 — після 1938) — історик, літературознавець, публіцист і дипломат, дійсний член НТШ (з 1927).

## Життєпис
Народився 2 лютого 1892 року в місті Хорол. Навчався в Ніжинському Історико-філологічному інституті князя Безбородька та Історико-філологічному інституті в Санкт-Петербурзі, спеціалізувався спершу з історії літератури. У 1914 році був відряджений на навчання в Університет Сорбони, як професорський стипендіат. У Франції, зокрема, виконував спеціальні доручення міністерства народної освіти Тимчасового уряду й до січня 1918 мав акредитацію при французькому уряді. У 1918 році заснував французько-українське товариство Cercle d'etudes franco-ukrainiennes і був редактором видаваного цим товариством тижневика «La France et l'Ukraine». Став керівником та організатором «Української національної ради» у Франції в серпні 1918 року, а ідейними натхненниками стали відомі на той час французькі діячі — військовик, державний діяч Альбер Тома й історик Ернест Дені. Саме вони, на думку французького дослідника французько-українських відносин Себастьяна де Гаске, надихнули Федіра Савченка на створення цієї політичної організації. До складу Ради увійшли також інші українці, зокрема, Яків Екземплярський, російський консул в Парижі (за походженням — українець). За твердженням Ілька Борщака — «блискучий український патріот». Він виконував в організації функції першого заступника Федора Савченка.
20 серпня 1918 року французький міністр закордонних справ Стефан Пішон улаштував прийом представникам бюро Української Національної Ради, зокрема Альберу Тома та Ернесту Дені. Через два дні, 22 серпня, провідна французька загальнонаціональна газета Le Temps інформувала читачів: "Міністр закордонних справ прийняв Українську Національну Раду, яка йому була представлена особисто паном Альбером Тома та паном Ернестом Дені, професором Сорбонни. Українська Національна Рада, очолювана паном Савченком, колишнім викладачем в Російському університеті, має на меті боротися з німецькими впливами.
Уже незабаром УНРада налагодила відносини з Українським національним союзом — загальнонаціональною політичною групою, координаційною структурою в опозиції до Павла Скоропадського. Наприкінці листопада 1918 року Федір Савченко звертається до МЗС Франції із проханням-клопотанням про дозвіл на приїзд до Парижа делегата від Українського Національного Союзу, який хотів провести переговори з урядами країн — членів Антанти стосовно боротьби з більшовизмом й розвитку Української державності. Із приводу цього запиту Стефан Пішон заявляє французькому послу в Швейцарії: «Я не збираюся відповідати п. Савченку, чий Комітет ніяк не визнаний і з яким не маю жодних офіційних відносин». Це сигналізувало про радикальну зміну в офіційному ставленні французького уряду, зокрема очільника МЗС Франції. Ймовірно, що головним фактором такого обструкціонізму й несхвалення діяльності Ради була антипатія відповідальних осіб за зовнішню політику Франції в Східній Європі до українського питання, до «українізму» загалом.
У 1921—1924 рр. в еміграції в Німеччині, Швейцарії, Італії, Бельгії, Великі Британії, Австрії, Польщі. За кордоном відбулося його знайомство з Михайлом Грушевським, що визначило його подальшу долю. За пізнішим свідченням Михайла Грушевського, "познайомившися … зі мною в 1919 р., він став під моїм керівництвом працювати над фолькльором, етнольогією і соціольогією, і 1924 року вийшла його перша праця, зроблена під моїм керівництвом: «Обрядовість найпримітивніших». Восени 1924 Федір Савченко на пропозицію Михайла Грушевського переїхав із Берліна до Києва для роботи на штатній посаді у ВУАН.
Був керівником Комісії історії Західної України, співробітником Комісії історичної пісенності. Йому належить ґрунтовне дослідження «Заборона українства 1876 р.: До історії громадських рухів на Україні 1860—1870-х рр.» (1930). У листі до Я.Гординського у Львів 20 лютого 1931, повідомляючи про перші відгуки на його монографію доморослих «марксо-ленінських» істориків, Федір Савченко зауважив: «Оскільки чую розмови, то ставлення досить гостре й критичне, хоч навряд чи кому вдасться зменшити значення тих матеріалів і документів, що я витяг із архівної темряви на світ. У цьому відношенні я не знаю, хто б тут у нас міг зо мною конкурувати».
У 1924—1931 рр. — був довіреною особою керівника Історичної секції ВУАН з усіх науково-організаторських питань: допомагав у редагуванні видань, улагоджував видавничі проблеми з Державним видавництвом України, постійно їздив у
всіх справах Михайла Грушевського та Історичної секції ВУАН до Харкова. Несприйняття Михайла Грушевського з боку керівництва ВУАН (Сергія Єфремова, Агатангела Кримського) впливало й на оцінку постаті та діяльності Федора Савченка як його довіреної особи. У 1924—1928 рр. — науковий співробітник, у 1928—1930 рр. — дійсний член Науково-дослідної кафедри історії України у Києві.
Заарештований київським оперативним сектором Державного політичного управління УСРР 8 березня 1931 у сфабрикованій «справі» т. зв. Українського національного центру. 7 лютого 1932 Колегією ОДПУ СРСР засуджений до 5-ти років позбавлення волі. Утримувався в Суздальському та Ярославському політізоляторах. Після завершення терміну покарання за рішенням Особливої наради при НКВС СРСР, затвердженим ЦВК СРСР 10 березня 1936, був засланий на 3 роки до російського міста Саратов. Викладав у школах англійську, у місцевій консерваторії — італійську мови; працював над десятимовним словником, який довів до літери «С». 18 жовтня 1937 вдруге заарештований Управлінням НКВС РРФСР по Саратовській області за обвинуваченням у приналежності до «контрреволюційної есерівської націоналістичної групи». Як і «керівник» останньої Й.Гермайзе, одержав ще 10 років таборів. Від липня 1938 року дружина не отримувала від нього звісток. Подальша доля невідома.

## Автор праць
Автор понад 50 праць і статей, друкованих переважно у вид. ВУАН, зокрема в ж. «Україна» («Бальзак на Україні (1847—1850)» (Україна. — 1924. — Кн. 1–2) і зб. «За сто літ», та монографії «Заборона Українства 1876 р.» (К., 1930, перевидана 1970 у «Harvard Series in Ukrainian Studies»). Автор праць «Парубоцькі та дівоцькі громади на Україні» (Первісне громадянство. — 1926. — Вип. 3), «Козаччина у французькому письменстві та козакофільство Меріме» (Укр., 1925), «Перший збірник українських пісень Максимовича» (Укр., 1927.). The Suppression of the Ukrainian Activities in 1876. München, 1970